# Saara Jantunen
Saara Jantunen (Hamina, Finlàndia, 23 de novembre de 1980) és una investigadora i experta en ciències militars finlandesa. Va estudiar inicialment lingüstica i filologia anglesa a la Universitat de Groningen (Països Baixos) i a la Universitat d'Helsinki i va treballar després com a professora d'anglès entre 2008 i 2013.) Posteriorment es va especialitzar en desinformació i guerra de la informació d'ençà del 2014 i treballa des d'aleshores per a les Forces de Defensa finlandeses com a experta en aquests àmbits. A més d'un màster en llengua i cultura anglesa, també té un doctorat en ciències militars. La seva tesi va examinar les manifestacions de la ideologia en la comunicació estratègica dels Estats Units.
Jantunen va escriure el llibre Infosota ("Guerra de la informació") el 2015, i amb èmfasi més particularment sobre el paper del govern de Rússia en aquesta guerra. L'obra també es va publicar en estonià amb el títol: Infosõda el 2018. L'autora, com també la periodista Jessikka Aro, va patir assetjament a la xarxa a conseqüència d'aquesta obra de divulgació.
L'any 2017, el president de la República finlandesa va atorgar a Jantunen la Creu de la Llibertat de 4a classe pel seu treball.

## Obres
- Infosota (2015)